# SPOC
El término SPOC (acrónimo en inglés de Small Private Online Course) fue acuñado por primera vez por el profesor Armando Fox en la Universidad de Berkeley en 2013. 
Los SPOC suponen una revisión y adecuación de los MOOC para ajustarlos a necesidades específicas de una entidad educativa. Si bien los MOOC ayudan a la actualización de conocimientos generales y de grandes grupos, los SPOC permiten a los estudiantes de pregrado aprovechar el potencial de este tipo de cursos pero dirigidos a una comunidad particular, desarrollando el perfil específico que el proyecto educativo pretende.
Los SPOC fueron ideados para triunfar donde fracasaron los MOOC, a saber, en el alto índice de abandono. Tras afirmar varios estudios que un tanto por ciento demasiado elevado del alumnado no terminaba con éxito la formación en cuestión, se decidió evolucionar hacia un carácter menos abierto, restringiendo el número de participantes. 